# Frederik Nilsson
Johan Fredrik (Frederik) Nilsson, född 30 november 1957 i Göteborg, är en svensk skådespelare.

## Filmografi

### Film
| År   | Roll                    | Produktion                  | Noter    |
| ---- | ----------------------- | --------------------------- | -------- |
| 2001 | Fredrik Odhage          | Hem ljuva hem               |          |
| 2002 | Läkare                  | Den osynlige                |          |
| 2007 | Vårdcentralläkare       | Pirret                      | Kortfilm |
| 2008 | Magnus Roos             | Guldkalven                  |          |
| 2008 | Väg-Gunnar              | Ping-pongkingen             |          |
| 2009 | Torkel                  | Karaokekungen               |          |
| 2009 | Erik Berg, journalist   | Johan Falk – De fredlösa    |          |
| 2010 | Anstaltschef            | Cornelis                    |          |
| 2010 | Borgmästare på Operan   | Sound of Noise              |          |
| 2010 | Marcus Engmark          | Beck – Levande begravd      |          |
| 2010 | Henrik                  | Till det som är vackert     |          |
| 2011 | Förman                  | Den bästa utsikten          | Kortfilm |
| 2011 | Lärare                  | Simon och ekarna            |          |
| 2011 | Göran                   | Att köpa en bil             | Kortfilm |
| 2012 | Läkare efter flygkrasch | Cockpit                     |          |
| 2012 | Erik Berg, journalist   | Johan Falk: Alla råns moder |          |
| 2012 | Journalist              | Dom över död man            |          |
| 2013 | Läkaren                 | Monica Z                    |          |
| 2013 | Erik Berg, journalist   | Johan Falk: Kodnamn Lisa    |          |
| 2018 | Munken                  | Halvdan Viking              |          |
| 2018 | Bengt                   | En sista gång               | Kortfilm |
| 2019 | Kjell Persson           | 438 dagar                   |          |

### TV
| År   | Roll                 | Produktion                         | Noter                    |
| ---- | -------------------- | ---------------------------------- | ------------------------ |
| 1999 | John Brode           | Sjätte dagen                       | TV-serie 34 avsnitt      |
| 2001 | Veterinären          | En ängels tålamod                  | TV-serie Avsnitt 1:2     |
| 2002 | Klas                 | Familjen                           | TV-serie Avsnitt 5       |
| 2003 | Ingenjör Lund        | En ö i havet                       | TV-serie Avsnitt 2       |
| 2003 | Håkan Eriksson       | De drabbade                        | TV-serie                 |
| 2004 | Kenneth              | Orka! Orka!                        | TV-serie                 |
| 2006 | Wille Kaulius, polis | Den som viskar                     | TV-serie                 |
| 2006 | Kriminalaren         | Poliser                            | TV-serie Avsnitt 7-8     |
| 2007 | Cronhielm            | Sanningen om Marika                | TV-serie Avsnitt 2       |
| 2007 | Platschef i hamnen   | Upp till kamp                      | TV-serie Avsnitt 1       |
| 2007 | Markus pappa         | En spricka i kristallen            | TV-serie                 |
| 2008 | Folke                | Stormen                            | TV-serie Avsnitt 1 och 3 |
| 2010 | Roger Edwards        | Kommissarie Winter: Nästan död man | TV-serie                 |
| 2011 | Kjell-Åke            | Bron                               | TV-serie Avsnitt 1:4     |
| 2012 | Fängelsedirektör     | Hinsehäxan                         | TV-serie                 |
| 2016 | Åke                  | Springfloden                       | TV-serie Avsnitt 1:1     |
| 2017 | Lars Gunnarsson      | Hassel                             | TV-serie Avsnitt 7       |
| 2017 | Polisinspektör       | Vår tid är nu                      | TV-serie Avsnitt 1:4     |

## Teater

### Roller
| År   | Roll        | Produktion                  | Regi         | Teater                   |
| ---- | ----------- | --------------------------- | ------------ | ------------------------ |
| 1989 | Robespierre | Robespierre Rudolf Värnlund | Hans Polster | Helsingborgs stadsteater |